# Flowers of the Forest
Flowers of the Forest, Roud 3812, är en gammal skotsk folkmelodi. 
Även om den ursprungliga texten är okänd blev melodin nedskriven omkring 1615-25 i John Skene of Halyards Manuscript som Flowres of the Forrest, men den kan ha varit komponerad tidigare. Det finns flera textversioner till melodin, bland annat av Jean Elliot  och Alison Cockburn. Den spelas ofta på säckpipa, särskilt i samband med begravningar och andra sorgehögtider. Det är exempelvis vanligt att den brittiska militären använder denna melodi för att markera dödsfall bland soldaterna i Afghanistan.